# Agénór (Poszeidón fia)
Agénór (görög betűkkel Ἀγήνωρ) görög mitológiai alak, Poszeidón és Libüé fia, Ió dédunokája. Ikertestvére Bélosz, Egyiptom királya volt. Agénor Szidón, más forrás szerint Phoinikia királya volt, neve a „férfiak vezetője” kifejezésre utal. Felesége Télephassza volt, fiaik Kadmosz, Kiliksz, és Phoiniksz (más forrás szerint Thászosz és Phineusz is), a lányuk pedig Európé (régebbi források szerint Európa Phoiniksz lánya volt, és Kadmosz ebben az esetben is a bátyja volt). Amikor Zeusz hófehér bika képében elrabolta a lányt, az apa húguk keresésére indította fiait azzal a paranccsal, hogy Európé nélkül nem térhetnek haza. A kutatás nem volt sikeres, de Phoiniksz mégis visszatért, és nevét adta Föníciának. Kadmosz Thébaiban, Kiliksz a Kis-Ázsiai Kilikiában, Phineusz Trákiában alapított királyságot, Thászosz pedig a róla elnevezett szigeten telepedett meg.